# Premio Nacional de Ciencias Exactas de Chile
El Premio Nacional de Ciencias Exactas de Chile fue creado el año 1992 como uno de los reemplazos del antiguo Premio Nacional de Ciencias bajo la Ley N.º 19.169. Los otros dos premios en este mismo ámbito son Ciencias Naturales y Ciencias Aplicadas y Tecnológicas.
Forma parte de los Premios Nacionales de Chile.

## Jurado
El jurado está compuesto por el Ministro de Educación, que lo convoca, el Rector de la Universidad de Chile, el presidente de la Academia Chilena de Ciencias, un representante del Consejo de Rectores y el último galardonado con este premio.

## Lista de galardonados[1]
| Año  | Galardonado                  | Especialidad |
| ---- | ---------------------------- | ------------ |
| 1981 | Igor Saavedra Gatica         | físico       |
| 1991 | Enrique Tirapegui            | físico       |
| 1993 | Servet Martínez y Eric Goles | matemático   |
| 1995 | Claudio Bunster              | físico       |
| 1997 | María Teresa Ruiz            | astrónoma    |
| 1999 | José María Maza Sancho       | astrónomo    |
| 2001 | Fernando Lund Plantat        | físico       |
| 2003 | Carlos Conca                 | matemático   |
| 2005 | Rafael Benguria              | físico       |
| 2007 | Miguel Kiwi                  | físico       |
| 2009 | Ricardo Baeza Rodríguez      | matemático   |
| 2011 | Patricio Felmer              | matemático   |
| 2013 | Manuel del Pino              | matemático   |
| 2015 | Mario Hamuy Wackenhut        | astrónomo    |
| 2017 | Guido Garay Brignardello     | astrónomo    |
| 2019 | Dora Altbir Drullinsky       | física       |
| 2021 | Mónica Rubio                 | astrónoma    |
| 2023 | Jaime San Martín Arístegui   | matemático   |